# Шапошников Михайло Олександрович
Михайло Олександрович Шапошников (26 вересня 1909, Харків — 15 жовтня 1989, Харків) — український радянський живописець і графік, педагог; член Харківської організації Спілки радянських художників України з 1938 року.

## Біографія
Народився 26 вересня 1909 року в місті Харкові (нині Україна) в сім'ї банківського службовця. 1926 року закінчив семирічну школу і став працювати на Центральній харківській електростанції, де проявив художні здібності та інтерес до образотворчого мистецтва. Виконав низку художньо-агітаційних робіт для підприємств Харкова.
Упродовж 1929—1933 років навчався у Харківському художньому інституті, де його викладачами були зокрема Олексій Кокель, Семен Прохоров, Микола Бурачек, Борис Косарєв. Після закінчення навчання отримав кваліфікацію художника театру. У 1934—1937 роках, обіймаючи посаду секретаря оргкомітету, взяв учать в організації Спілки радянських художників України. 
З 10 серпня 1941 року в Червоній армії. Брав участь у німецько-радянській війні. Нагороджений орденами Червоної Зірки (11 червня 1944), Вітчизняної війни ІІ ступеня (6 квітня 1985), медалями «За оборону Сталінграда» (22 грудня 1942), «За бойові заслуги» (25 жовтня 1943), «За перемогу над Німеччиною» (9 травня 1945).
У 1948—1963 роках працював на посаді ректора Харківського художнього інституту (доцент з 1951 року), а після його реорганізації протягом 1963—1972 років — ректора Харківського художньо-промислового інституту. Серед учнів — Олександр Хмельницький, Олександр Глухих, Ігор Стаханов. Помер в Харкові 15 жовтня 1989 року.

## Творчість
Працював у гадузі станкового живорису (писав жанрові картини, пейзажі, натюрморти) і станкової графіки. Серед робіт:
- «Натюрморт з квітами на дворі» (1958, картон, олія)[3].

Брав участь у республіканських, всесоюзних і міжнародних виставках з 1937 року.

## У мистецтві
Живописний портрет художника у 1970 році виконав харківський художник Олександр Вяткін.